# Josh Wicks
Joshua Myiah Wicks, detto Josh (Landstuhl, 1º novembre 1983), è un calciatore statunitense, di ruolo portiere.

## Carriera
Nato in una base militare americana in Germania Ovest, Wicks è statunitense a tutti gli effetti. È cresciuto a San Bernardino, in California, frequentando poi la California State University di Bakersfield. Durante il periodo collegiale, nell'estate 2003 ha giocato con i Des Moines Menace nella USL Premier Development League.
Il suo primo anno da professionista è stato tuttavia il 2005, ai Vancouver Whitecaps (che all'epoca non partecipavano ancora alla MLS bensì alla USL First Division): Wicks ha iniziato la stagione come riserva di Michael Franks, ma gli infortuni di quest'ultimo gli hanno permesso di scendere in campo in 11 partite di regular season e due di play-off. È rimasto a Vancouver per un ulteriore anno, nelle vesti di riserva dell'inglese Tony Caig. Nel 2007 ha giocato 27 partite per i Portland Timbers, altra franchigia che all'epoca faceva parte della USL First Division, guadagnandosi il riconoscimento di miglior portiere del campionato.
Nel 2008 ha svolto il pre-campionato con i Los Angeles Galaxy del tecnico olandese Ruud Gullit, firmando un contratto il 26 marzo. Il debutto effettivo in MLS è avvenuto il seguente 30 agosto, subentrando all'infortunato Steve Cronin nel corso del match contro i New England Revolution.
Prima dell'inizio della stagione 2009, Wicks è stato scambiato al D.C. United in cambio di una scelta al successivo SuperDraft. Ha debuttato con la nuova maglia già nella prima partita stagionale dello United, in programma il 22 marzo contro la sua ex squadra dei Galaxy. Il 29 agosto, durante la partita contro i Chicago Fire, ha avuto un acceso confronto con il compagno di squadra Marc Burch. Pochi giorni dopo, il 2 settembre, nel corso della finale della U.S. Open Cup 2009 contro i Seattle Sounders, Wicks ha intenzionalmente calpestato l'attaccante avversario Fredy Montero dopo che egli aveva segnato il gol dello 0-1. È stato espulso e squalificato per cinque partite. Il 16 aprile 2010 è stato rilasciato dal D.C. United.
Nel 2011 ha giocato la sua prima stagione lontano dai confini americani, ingaggiato dai finlandesi dell'IFK Mariehamn, squadra con sede nelle isole Åland situate tra Finlandia e Svezia. A fine stagione è risultato essere il portiere con la media voto più alta (7,40) della Veikkausliiga in base ai giudizi del giornale Veikkaaja. Nel febbraio 2012, durante l'incontro di coppa contro l'FC Haka, ha rotto il naso all'avversario Albert Kuqi con una testata, fatto che gli è costato una squalifica di due mesi, la risoluzione del contratto e una denuncia penale.
Qualche mese dopo, nel luglio 2012, è stato ingaggiato dagli islandesi del Þór (Thor), che a fine stagione sono stati promossi dalla seconda alla prima serie nazionale, la Úrvalsdeild. Nelle sette partite giocate ha ottenuto la riconferma anche per l'anno successivo.
Nel febbraio del 2014, Wicks ha firmato un contratto di due anni con gli svedesi dell'AFC United, formazione di terza serie fondata da pochi anni. Nel febbraio 2016 ha rinnovato per un'ulteriore stagione. In quei tre anni la squadra ha continuato la sua ascesa verso il professionismo, conquistando due promozioni.
Nel 2017 è passato al Sirius, l'altra compagine neopromossa nella massima serie oltre all'AFC United. Ha rivestito il ruolo di portiere titolare nonostante il salto di categoria, nel suo primo campionato di Allsvenskan. Nell'aprile 2018 è stato trovato positivo alla cocaina in seguito a un controllo antidoping effettuato dopo la prima giornata dell'Allsvenskan 2018. Per questo fatto ha ricevuto una squalifica di un anno, fino al 17 aprile 2019. La sentenza è stata appellata, ma la Corte suprema svedese dello sport ha poi inasprito la pena, innalzandola da uno a due anni fino al 17 aprile 2020.
Ormai trascorsi i due anni di squalifica, Wicks è tornato nuovamente in Svezia con l'ingaggio annuale da parte dell'AFC Eskilstuna, formazione reduce da una retrocessione in Superettan e squadra con cui il portiere statunitense aveva già giocato dal 2014 al 2016, quando all'epoca la sede sociale del club era ancora a Solna. Qui Wicks ha anche ritrovato il suo allenatore di quegli anni, Özcan Melkemichel. Trentasettenne, ha firmato un contratto anche per il 2021. Nel dicembre 2021, la società arancione ha comunicato che il contratto in scadenza di Wicks non sarebbe stato rinnovato.

## Palmarès

### Club

#### Competizioni nazionali
- Division 1: 1

AFC United: 2014